# Lada Riva/VAZ-2107
El Lada Riva/VAZ-2107, es un automóvil de la clase C, derivado directo del Lada 105, producido en la Planta del río Volga entre 1975 y 2012.
Su producción actualmente es hecha en la planta de trabajos mecánicos de Ivzhesk (y únicamente en relación con las partes de repuesto), donde se mantiene a una tasa muy baja, dado el amplio impacto de Lada y de otras marcas en el mercado automotor ruso.

## Historia
Este coche es una versión modificada del coche de lujo del VAZ-2105, que a su vez; tiene su origen a partir de la licencia rusa del Fiat 124; el Lada Zhiguli, un modelo sedán subcompacto familiar de 1966, ganador del Coche del Año en Europa al año siguiente. 
Desde el año 2002 hasta el 2012, el VAZ-2107 (en la versión VAZ-21070) se produce en Ucrania (en las plantas de LuAZ, ZAZ y KrACZ ). Desde 2006 se fabrica íntegramente en una factoría ubicada en Egipto. Desde mayo de 2008, las facilidades y maquinarias del VAZ-2107 se habían cedido a varias plantas, entre ellas; a una localizada en la planta "Pishchemash"; en la República de Chechenia. Desde abril de 2011, las instalaciones de fabricación del VAZ-2107 se trasladaron a IzhAvto de Izhevsk. Para finales del año la producción en Izhevsk había alcanzado unos 42500 "sietes".
En abril de 2012, la preocupación de los directivos de AvtoVAZ se termina cuando se decidió finalmente abandonar la producción del clásico Lada 2107 sedán, así como con la determinación en en los talleres de "IzhAvto" de solo fabricar sus partes de repuesto. Esta decisión fue tomada debido a la fuerte caída de la demanda para este modelo, así como debido a la aceleración de los trabajos en preparación para el lanzamiento de la producción en las instalaciones de Izhevsk del Lada Granta. El último sedán del Lada 2107 salió de la cadena de montaje de IzhAvto el 17 de abril de 2012. Sin embargo, tras el cierre completo de la producción de LADA 2107 en Rusia; este modelo seguirá siendo fabricado en Egipto, en la planta ahora conocida como Lada-Egipto. La producción de la station wagon (VAZ-210741), que se ha unificado con la del sedán base de la serie, así como la fabricación de sus partes exteriores y del interior incluidos sus componentes mecánicos, se prolongarán hasta finales de 2012, o lo suficiente para garantizar la vida útil de los coches circulantes.

## Descripción
Este coche sería exportado como el Lada 2107, y se encontraría bajo otros nombre como el de Lada Nova, Lada Riva y Lada 1500. El Lada 2107 en su versión de base era una berlina de estilo clásico, con una cilindrada de 1,6 litros, y sistemas de inyección de combustible de punto central. El coche llegaría a ser reconocido como el mejor representante de la categoría "clásica de AvtoVAZ", con una velocidad máxima estimada de 176 km/h.
Una característica notable de este coche es que el sistema de dirección es algo pesado (su sistema de tornillo no ha sido reemplazado, siendo usado junto al sistema de cremallera y engranaje de accionamiento, sin dirección asistida), como consecuencia de ello se generan problemas cuando el coche es maniobrado a bajas velocidades, y esta deficiencia es común a todos los miembros de los "clásicos VAZ" debido a la herencia de su construcción (comparte gran parte de su identidad mecánica con el VAZ-2101); lo que le ha dado la fama de ser fiable y robusto, e incluso el hecho de ser apetecido en algunos mercados europeos importantes.

## Características técnicas

### Motorización
- VAZ-2107 - Motor 2103 de 1,5 litros, 8 válvulas, alimentación por carburador.
- VAZ-21072 - Motor 2105, 1,3 litros, 8, cl., Carburador, cadena de distribución.
- VAZ-21073 - Motor de 1,7 litros de cilindraje, 8 vávulas, de inyección individual. Versión de exportación para el mercado europeo.
- VAZ-21074 - Motor 2106, de 1,6 litros, 8 válvulas, alimentación por carburador.
- VAZ-210720 - Motor 2104 de 1,5 litros, 8 válvulas, den iyección central.
- VAZ-210771 - Motor 21034 de 66 CV , motor adaptado a la versión de la gasolina A-76, exportación exclusiva a China.
- VAZ-2107420 - Motor 2106710, de 1,6 litros, 8 válvulas, Inyección distribuida, cumple la norma Euro 2 de emisiones.
- VAZ-2107430 - Motor 2106720, de 1.6 litros de cilindraje, de 8 válvulas, inyección distribuida, cumple con las normas de emisiones Euro-3.
- VAZ-21077 - Motor 2105, en los cilindrajes de 1,3  y 1,8 litros, cada uno de 8 válvulas, de alimentación por carburador, con correa de distribución. Versión de exportación para el Reino Unido (con volante a la derecha).
- VAZ-21078 - Motor 2106, de 1,6 litros de cilindraje, 8 válvulas, alimentación de combustible por carburador. Versión de exportación para el Reino Unido (con volante a la derecha).
- VAZ-21079 - Motor rotatorio, originalmente creado para las necesidades de las agencias federales de seguridad de Rusia, muy popular en carreras de turismos.
- VAZ-2107 GNC - Motor 21213, de 1.7 litros de cilindraje, 8 válvulas, de inyección central.

## Variantes
| Nombre de Lista | Motor | Nombre de Exportación             | Años de Producción | Notas al pie |
| --------------- | ----- | --------------------------------- | ------------------ | --- |
| 2107            | 1.5L  | Lada 1500 SL Lada Riva Lada Laika | 1982–2004          | |
| 21072           | 1.3L  | -                                 | 1982–1995          | |
| 21073           | 1.7L  | Lada Riva Lada Laika              | 1991–2001          | Versiones de exportación únicamente; con sistema de fuel injection del tipo CPI (Sistema de Puerto Central) de la GM |
| 21074           | 1.6L  | -                                 | -                  | (Versión Policial; viene con un tanque de gasolina y una batería adicional) la versión de exportación incluye carburador monitoreado (21053-1107010) y catalizador, cumpliendo con la norma Euro II y equipamiento estándar |
| 21079           | 2.6L  | -                                 | -                  | Versión Policial; viene con un Motor Wankel VAZ-4132 |

## Galería de imágenes

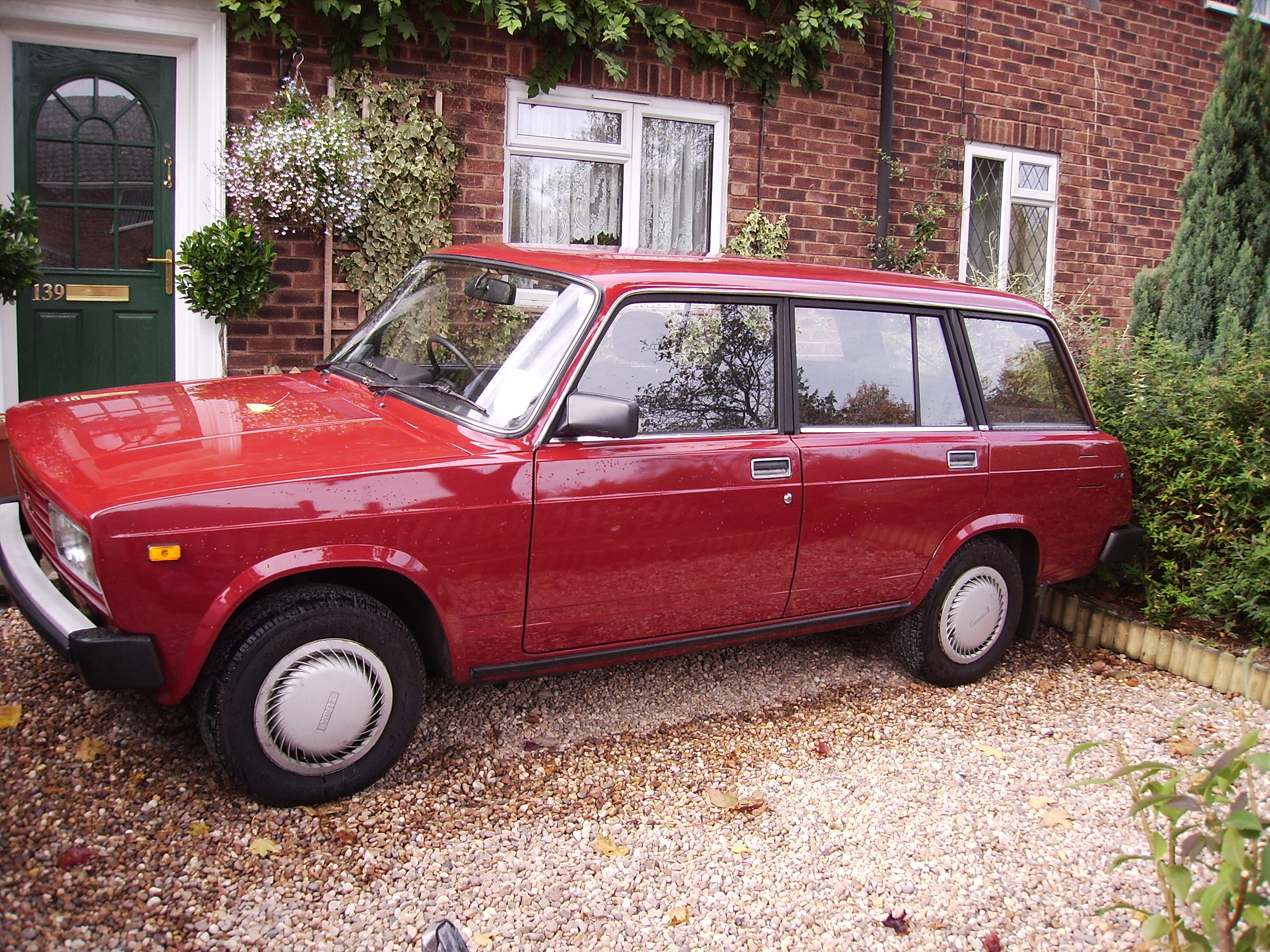
Lada Riva 1500 Station Wagon
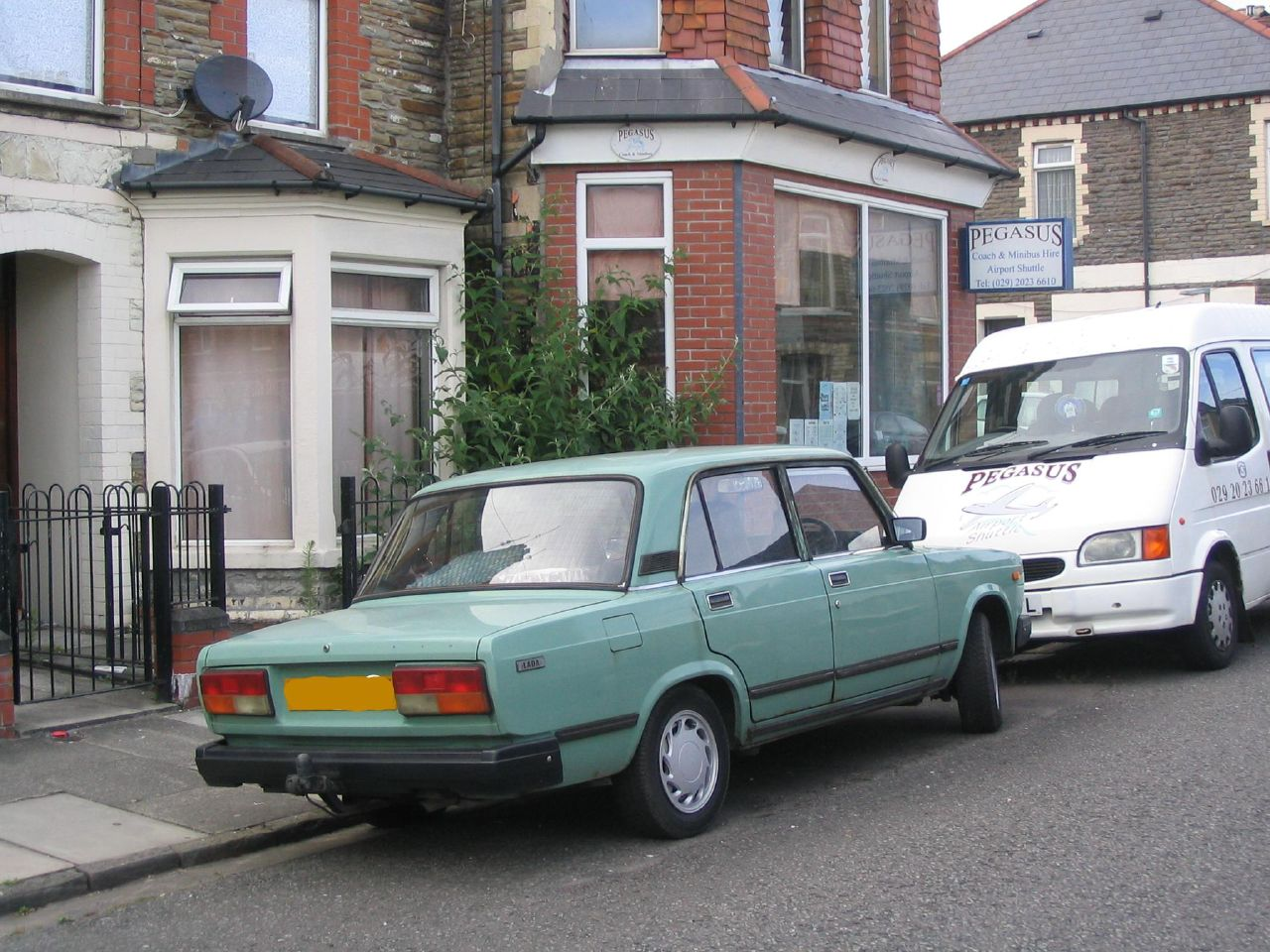
Lada Riva 1300
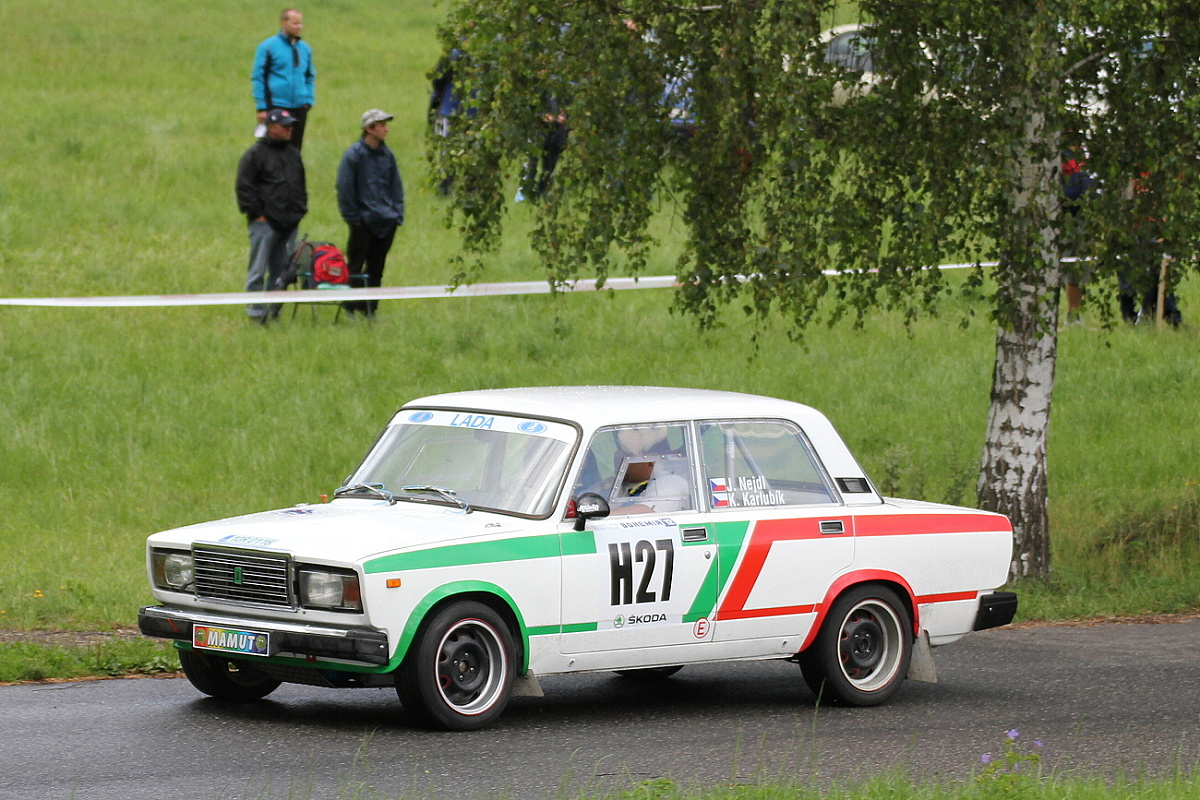
«Rally de Bohemia 2012», un Lada Riva modificado, en rally